# Výbuch

Rozdíl mezi výbuchem (exploz, horní obrázekí) a implozí (dolní obrázek)

Výbuch nebo také exploze je fyzikální jev, při kterém dochází k náhlému, obvykle extrémně prudkému uvolnění energie, a prudkému lokálnímu zvýšení teploty a tlaku (obecně entropie). Tato prudká změna tlaku se může šířít do okolí jako rázová vlna. Výbuchy dělíme na deflagrace (vzbuchy) a detonace.

## Typy výbuchu

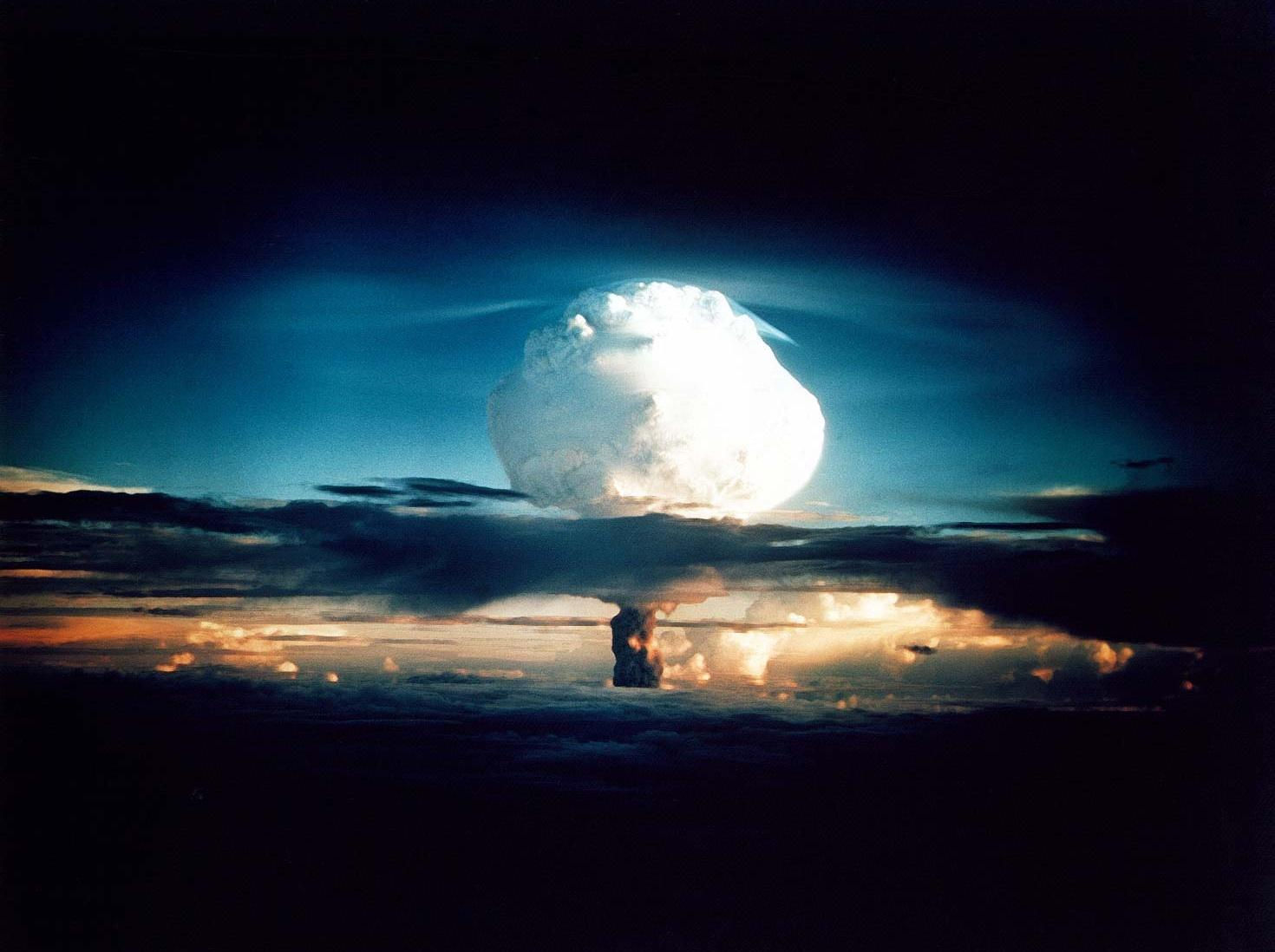
Termonukleární výbuch

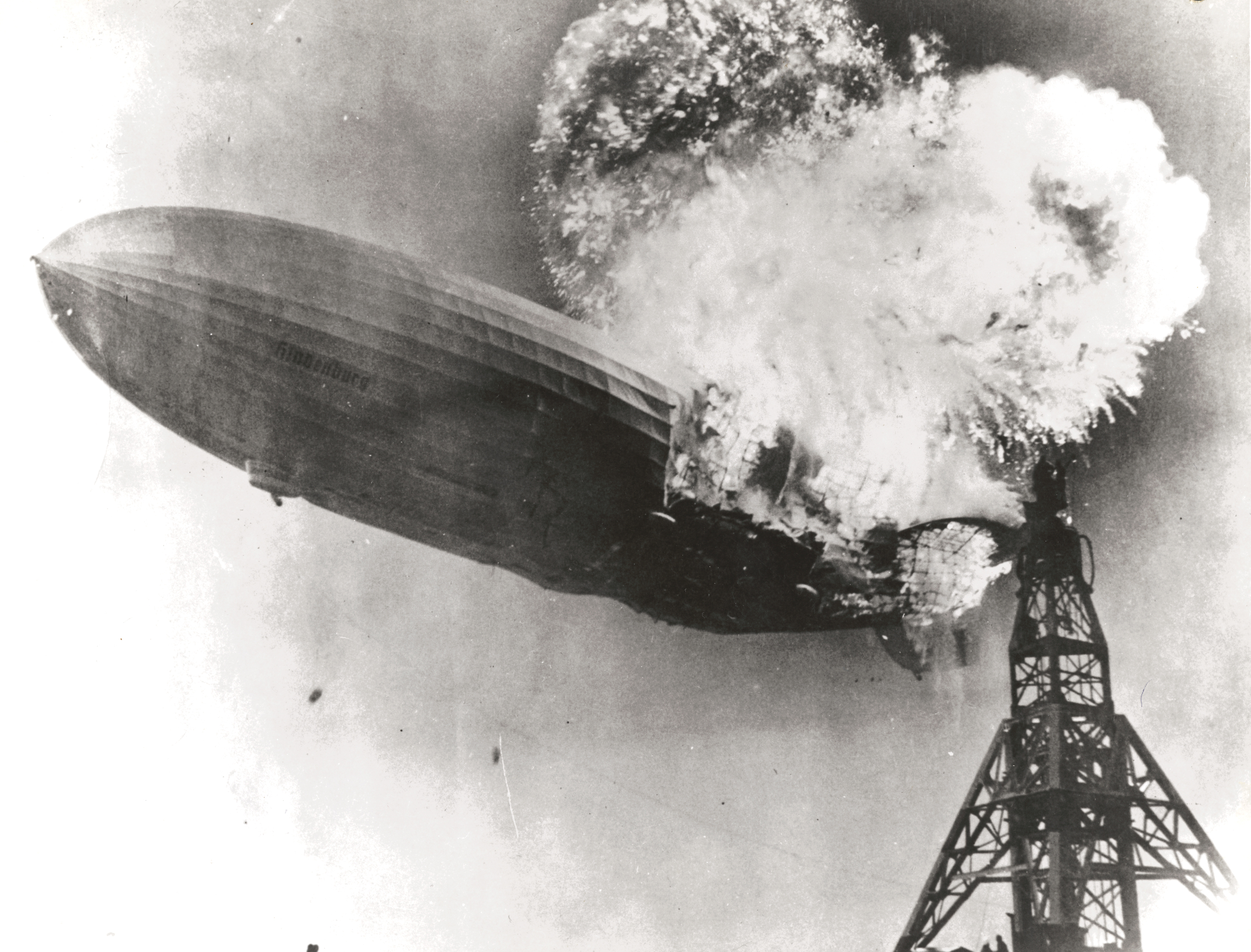
Exploze vodíkem plněné vzducholodi Hindenburg

Podle příčiny vzniku lokálního uvolnění energie lze rozdělit výbuchy na:
- Mechanický výbuch – dochází k destrukci materiálu při překročení tlaku plynu nebo kapaliny v uzavřené nádobě. Může také dojít k narušení pevnosti stěn tlakové nádoby (výbuch parního kotle, vznikající nejčastěji vyhřátím kotlové stěny). Pokud dojde k porušení hermetičnosti aparatury s nízkým tlakem nebo vakuem, nazývá se tento jev imploze. K mechanickému výbuchu může dojít i uvolněním jinak vázané kinetické energie – například uvolněním rotujícího setrvačníku uvnitř stroje (příklad: havárie parní turbíny v tepelné Elektrárně Mělník v důsledku nedbalosti při mazání ložisek turbosoustrojí).
- Elektrický výbuch – dochází k přeskoku výboje mezi místy s vysokým rozdílem elektrického potenciálu. Jako příklad může sloužit výboj v rozvodu vysokého napětí a lze o něm mluvit i v případě obyčejného bouřkového blesku.
- Jaderný výbuch – vzniká jako důsledek nukleární nebo termonukleární reakce.
  - Nukleární reakce jako výsledek nekontrolovaného štěpení jádra těžkých atomových jader je příčinou výbuchu klasické jaderné bomby.
  - Termonukleární reakce je naopak důsledkem slučování jader lehkých prvků za vzniku těžších jader a je důvodem energetického vyzařování Slunce, k jejímu explozivnímu uvolnění dochází při výbuchu vodíkové bomby.
- Chemický výbuch – vzniká prudkým rozkladem určitých chemických sloučenin, spojeným s uvolněním velkého množství plynů a tepla. Ve většině případů je tento jev spojen s oxidací explodujících látek, ale může se jednat i o pouhý samovolný rozpad molekuly explodující sloučeniny. Příkladem chemické exploze je použití klasických chemických výbušnin, jako je dynamit nebo střelný prach ať již pro stavební práce nebo pro vojenské účely. Vybuchnout mohou také směsi hořlavých plynů (vodík, methan...) s kyslíkem, popřípadě čistý kyslík při styku s organickými látkami.
- Vulkanický výbuch neboli sopečná erupce je způsoben náhlým uvolněním tlaku magmatu v zemské kůře.
- Výbuch supernovy – představuje společně s kvazary doposud největší známý okamžitý energetický zdroj ve vesmíru. Vzniká gravitačním zhroucením jádra hvězdy obsahujícího těžší prvky , které v jejím jádru vznikly termonukleární reakcí. Při této explozi dochází k zániku hvězdy o velikosti minimálně desetinásobku našeho Slunce za vzniku neutronové hvězdy a uvolnění obrovského množství energie ve formě elektromagnetického záření a neutrin. Výbuch supernovy v blízké části naší galaxie tak může výrazně ovlivnit životní podmínky na Zemi a v extrémním případě vést až k likvidaci organických forem života.